# Airi Suzuki

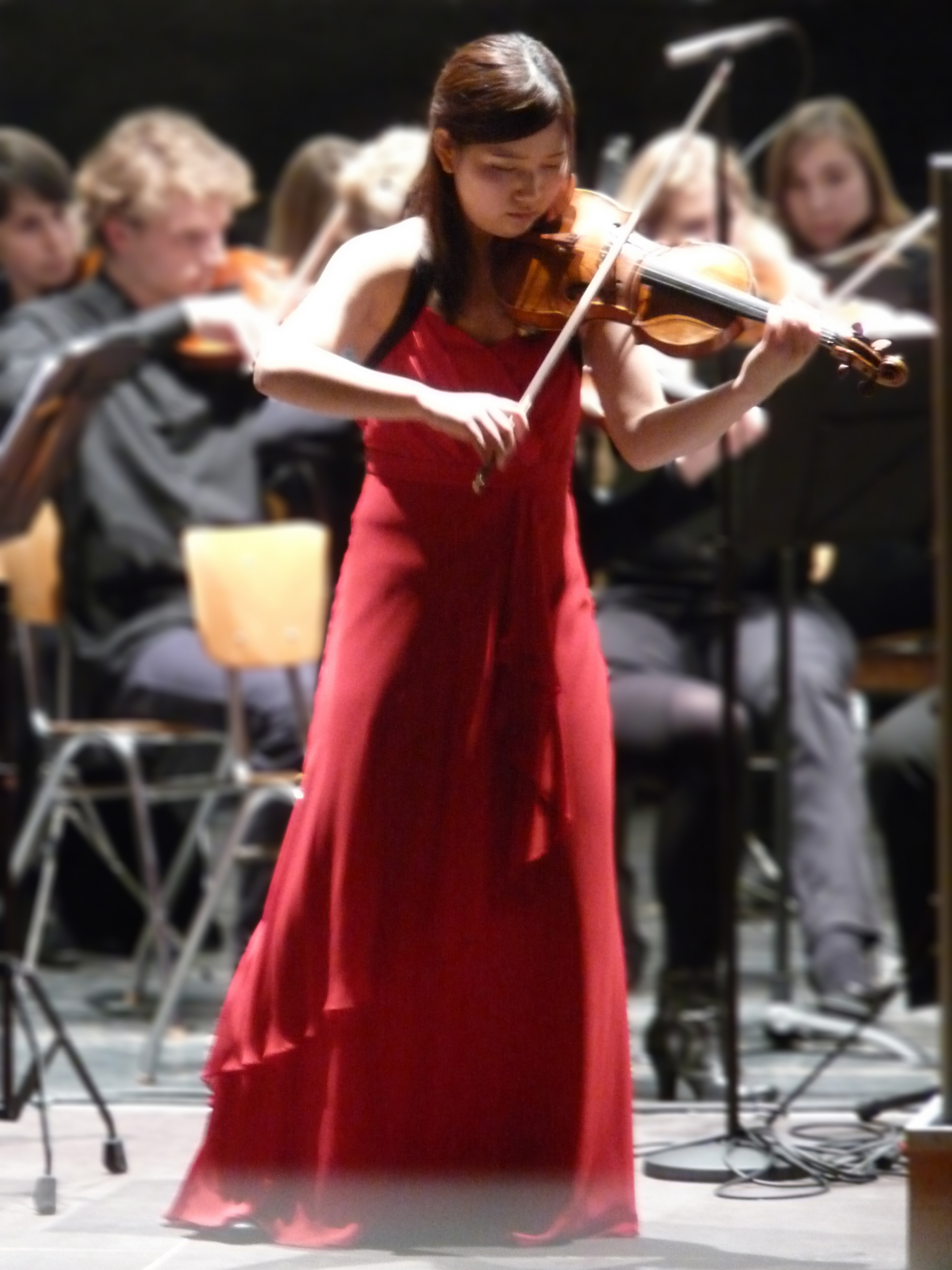
Airi Suzuki (2013)

Airi Suzuki (jap. 鈴木 愛理, Suzuki Airi; * 1989 in der Präfektur Tokio, Japan) ist eine japanische Violinistin.

## Karriere
Suzuki begann im Alter von vier Jahren Geige zu spielen. Ihr Debüt-Recital spielte sie im Frühjahr 2005 im Alter von 15 Jahren in der Suntory Hall in Yokosuka mit dem Tokyo Philharmonic Orchestra und wurde als talentierteste Nachwuchsviolinistin betitelt. Sie war seit ihrem 10. Lebensjahr Schülerin von Kōichirō Harada. Suzuki besuchte ab 2005 die Musikhochschule Tōhō Gakuen in Chōfu als Ehrenstudentin, wo sie bei Kōichirō Harada studierte. Sie setzte ihr Studium bei Krzysztof Węgrzyn an der Hochschule für Musik, Theater und Medien Hannover fort. Beim 13. Internationalen Henryk-Wieniawski-Violinwettbewerb in Posen erreichte sie 2006 im Alter von 17 Jahren den zweiten Platz, wodurch sie internationale Aufmerksamkeit erhielt. Beim Internationalen Joseph Joachim Violinwettbewerb, dem weltweit höchstdotierten Violinwettbewerb, erreichte sie 2012 den fünften Platz. Zudem spielte sie einige Konzerte mit dem Sinfonieorchester Tokio, New Japan Philharmonic Orchestra, Philharmonieorchester Sendai, Japan Philharmonic Orchestra, Philharmonieorchester Tokio, Philharmonieorchester Kanagawa, Sinfonieorchester Sapporo, Philharmonieorchester Hiroshima, dem Filharmonia Poznańka (Posen) sowie der NDR Radiophilharmonie. Es folgte 2012 eine Einladung ins Concertgebouw nach Amsterdam.

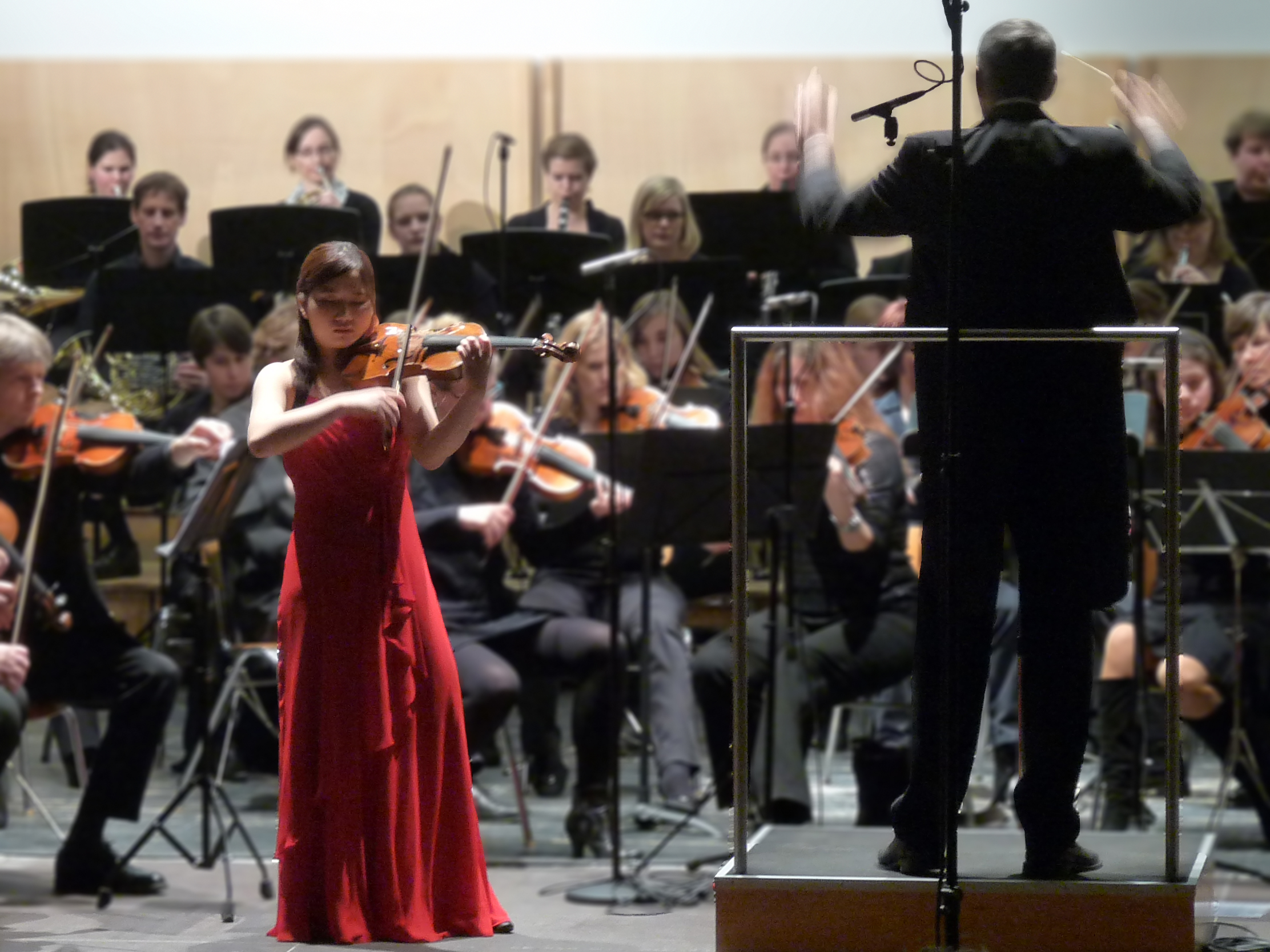
Konzert mit dem Jungen Sinfonieorchester Münster (2013)

Suzuki spielt seit Anfang 2011 auf einer wertvollen Violine von Matteo Goffriller aus Venedig, die ihr von der „Yellow Angel“-Foundation in Tokio als Leihgabe für zwei Jahre zur Verfügung gestellt wurde. Anderen Angaben zufolge handelt es sich um eine Violine von Giovanni Battista Guadagnini aus dem Jahr 1748.

## Auszeichnungen
- 1998: Auszeichnung in Gold beim 10. Violinwettbewerb für Kinder in Japan[1]
- 2000: Zweiter Platz beim 10. Japan Classic Wettbewerb[6][1]
- 2003: Erster Platz bei der 57. All Japan Student Music Competition
- 2006: Zweiter Platz beim 13. Internationalen Henryk-Wieniawski-Violinwettbewerb[3]
- 2010: Spezialpreis beim 7. Internationalen Fritz Kreisler Wettbewerb in Wien[7]
- 2012: Titel „New Master on Tour“ bei den Internationalen Holland Music Sessions[4]
- 2012: Fünfter Platz beim Internationalen Joseph Joachim Violinwettbewerbs in Hannover[1]
- 2015: Zweiter Platz bei der XXXI Valsesia - Musica International Competition